# Soči
Soči (in russo Сочи? ; traslitterazione anglosassone: Sochi; in adighè: Шъачэ, Ŝačǎ) è una città della Russia meridionale, situata nel territorio di Krasnodar sulle rive del mar Nero. Fondata nel 1838, ricevette lo status di città nel 1896. Conta 424 280 abitanti.
La città è nota, in Russia ma anche all'estero, come importante centro di villeggiatura, dato soprattutto il suo contrasto climatico con il resto dell'immenso territorio russo. La città offre possibilità sia di turismo balneare sia, durante l'inverno, di turismo sciistico. Ha acquisito ulteriore notorietà a livello mondiale per aver ospitato la XXII edizione dei Giochi olimpici invernali nel febbraio 2014 e per essere la sede del Gran Premio di Russia, valevole per il campionato mondiale di Formula 1, che si è corso a Soči dal 2014 al 2021.
È stata una delle città che hanno ospitato il campionato mondiale di calcio di Russia 2018, ed è la città più lunga dell'intero continente eurasiatico, nonché la seconda al mondo dopo Città del Messico.

## Geografia fisica

### Territorio
Situata ai piedi del Caucaso, dista pochi chilometri da importanti stazioni sciistiche. Anche per questo motivo, durante la votazione tenutasi a Città del Guatemala il 4 luglio del 2007, la città si è aggiudicata l'organizzazione dei Giochi olimpici invernali del 2014, battendo durante l'ultima votazione la candidata favorita sudcoreana Pyeongchang.
L'estesissima municipalità conta numerosi villaggi e cittadine fra cui le più importanti sono Adler, Loo, Hosta e Krasnaja Poljana.

### Clima
La città di Soči gode di un clima pressoché unico nel panorama russo: la bassa latitudine, l'azione mitigante delle acque del Mar Nero e la presenza, immediatamente a nord della città, di una catena montuosa che la ripara dalle correnti settentrionali rendono gli inverni miti e piovosi, con temperature che non pregiudicano la crescita di piante come il tè e la vite. A causa delle frequenti infiltrazioni di aria fresca settentrionale, inoltre, le estati non manifestano quei caratteri siccitosi tipici delle estati mediterranee.
Dati climatici:
- Temperatura media annua: 14,0 °C
- Temperatura media del mese più freddo (gennaio): 5,8 °C
- Temperatura media del mese più caldo (agosto): 22,9 °C
- Precipitazioni medie annue: 1597 mm

| Soči (1991-2020) Fonte:     | Mesi         | Mesi         | Mesi        | Mesi        | Mesi        | Mesi        | Mesi        | Mesi        | Mesi        | Mesi        | Mesi        | Mesi        | Stagioni | Stagioni | Stagioni | Stagioni | Anno  |
| Soči (1991-2020) Fonte:     | Gen          | Feb          | Mar         | Apr         | Mag         | Giu         | Lug         | Ago         | Set         | Ott         | Nov         | Dic         | Inv      | Pri      | Est      | Aut      | Anno  |
| --------------------------- | ------------ | ------------ | ----------- | ----------- | ----------- | ----------- | ----------- | ----------- | ----------- | ----------- | ----------- | ----------- | -------- | -------- | -------- | -------- | ----- |
| T. max. media (°C)          | 9,9          | 10,4         | 12,7        | 17,0        | 21,2        | 25,4        | 27,9        | 28,6        | 25,2        | 20,7        | 15,6        | 12,0        | 10,8     | 17,0     | 27,3     | 20,5     | 18,9  |
| T. media (°C)               | 6,3          | 6,5          | 8,6         | 12,3        | 16,6        | 20,9        | 23,7        | 24,3        | 20,5        | 16,2        | 11,4        | 8,3         | 7,0      | 12,5     | 23,0     | 16,0     | 14,6  |
| T. min. media (°C)          | 3,8          | 3,7          | 5,6         | 9,0         | 13,3        | 17,4        | 20,0        | 20,7        | 16,9        | 13,1        | 8,5         | 5,7         | 4,4      | 9,3      | 19,4     | 12,8     | 11,5  |
| T. max. assoluta (°C)       | 22,4 (2021)  | 23,5 (1901)  | 30,0 (1901) | 33,7 (1915) | 34,7 (2007) | 35,2 (2002) | 39,4 (2000) | 38,5 (1961) | 36,0 (1899) | 32,1 (2003) | 29,1 (1938) | 23,5 (2010) | 23,5     | 34,7     | 39,4     | 36,0     | 39,4  |
| T. min. assoluta (°C)       | −13,4 (1892) | −12,6 (1911) | −7,0 (1985) | −5,0 (2004) | 3,0 (1986)  | 7,1 (1978)  | 12,6 (1982) | 10,4 (1923) | 2,7 (1941)  | −3,2 (1965) | −5,4 (1914) | −8,3 (1904) | −13,4    | −7,0     | 7,1      | −5,4     | −13,4 |
| Nuvolosità (okta al giorno) | 7,9          | 7,7          | 7,7         | 7,5         | 6,8         | 5,9         | 5,0         | 4,4         | 5,0         | 5,8         | 6,9         | 7,5         | 7,7      | 7,3      | 5,1      | 5,9      | 6,5   |
| Precipitazioni (mm)         | 177          | 134          | 133         | 109         | 107         | 95          | 120         | 106         | 140         | 177         | 175         | 178         | 489      | 349      | 321      | 492      | 1 651 |
| Giorni di pioggia           | 19           | 18           | 18          | 18          | 16          | 14          | 11          | 10          | 13          | 15          | 17          | 20          | 57       | 52       | 35       | 45       | 189   |
| Nevicate (cm)               | 1            | 1            | 0           | 0           | 0           | 0           | 0           | 0           | 0           | 0           | 0           | 0           | 2        | 0        | 0        | 0        | 2     |
| Giorni di neve              | 6            | 6            | 3           | 0,3         | 0,0         | 0,0         | 0,0         | 0,0         | 0,0         | 0,0         | 1,0         | 4,0         | 16,0     | 3,3      | 0,0      | 1,0      | 20,3  |
| Giorni di nebbia            | 0,4          | 1,0          | 1,0         | 4,0         | 2,0         | 1,0         | 0,1         | 0,03        | 0,2         | 0,1         | 0,4         | 0,1         | 1,5      | 7,0      | 1,1      | 0,7      | 10,3  |
| Umidità relativa media (%)  | 73           | 72           | 72          | 75          | 79          | 79          | 79          | 78          | 76          | 76          | 74          | 72          | 72,3     | 75,3     | 78,7     | 75,3     | 75,4  |
| Vento (direzione-m/s)       | E 2,0        | E 1,9        | E 1,8       | E 1,6       | E 1,5       | E 1,5       | NW 1,5      | E 1,6       | E 1,6       | E 1,7       | E 1,8       | E 1,9       | 1,9      | 1,6      | 1,5      | 1,7      | 1,7   |

### Temperature del mare
| gen    | feb    | mar    | apr     | mag     | giu     | lug     | ago     | Set     | ott     | nov     | dic     | Anno    |
| ------ | ------ | ------ | ------- | ------- | ------- | ------- | ------- | ------- | ------- | ------- | ------- | ------- |
| 9,6 °C | 8,7 °C | 9,6 °C | 11,2 °C | 15,2 °C | 19,6 °C | 24,0 °C | 25,3 °C | 23,1 °C | 19,5 °C | 14,9 °C | 11,5 °C | 16,0 °C |

## Storia
Nell'area erano presenti insediamenti urbani fin dai tempi della Grecia classica; durante il Medioevo ci fu inoltre la creazione di colonie genovesi ad Adler e Kostha. I turchi conquistarono la zona nel Cinquecento e islamizzarono la locale popolazione circassa.
La regione divenne parte dell'Impero russo nel 1829 in seguito alla guerra russo-turca del 1828-1829. I russi fondarono l'attuale città negli anni successivi, dopo sanguinose guerre con i circassi, e ripopolarono l'area. 
Lo sviluppo della città venne favorito enormemente durante gli anni dell'Unione Sovietica. È stato tale lo sviluppo turistico della città che si è venuta a creare, nei decenni, una conurbazione costiera che si estende per quasi 150 km.
Nel 2006 un aereo armeno con 113 persone a brodo è precipitato nel Mar Nero, senza avere sopravvissuti
Nel 2016 dopo due minuti dal decollo dall'aeroporto di Soci, il Tupolev con a bordo i 92 membri del coro dell'Armata Rossa, si è schiantato al suolo, senza avere sopravvissuti.
Nel 2018 un aereo è uscito fuoripista in atterraggio, causando diversi feriti
Nel 2015 e 2022 un'alluvione e nel 2023 un uragano, si sono abbattuti sulla città, causando ingenti danni alla costa.
Dal 2022 nel conflitto in atto con l'Ucraina, sono stati abbattuti diversi droni , mentre in altre circostanze hanno causato morti e danni.

## Società

### Evoluzione demografica
Abitanti censiti

## Cultura

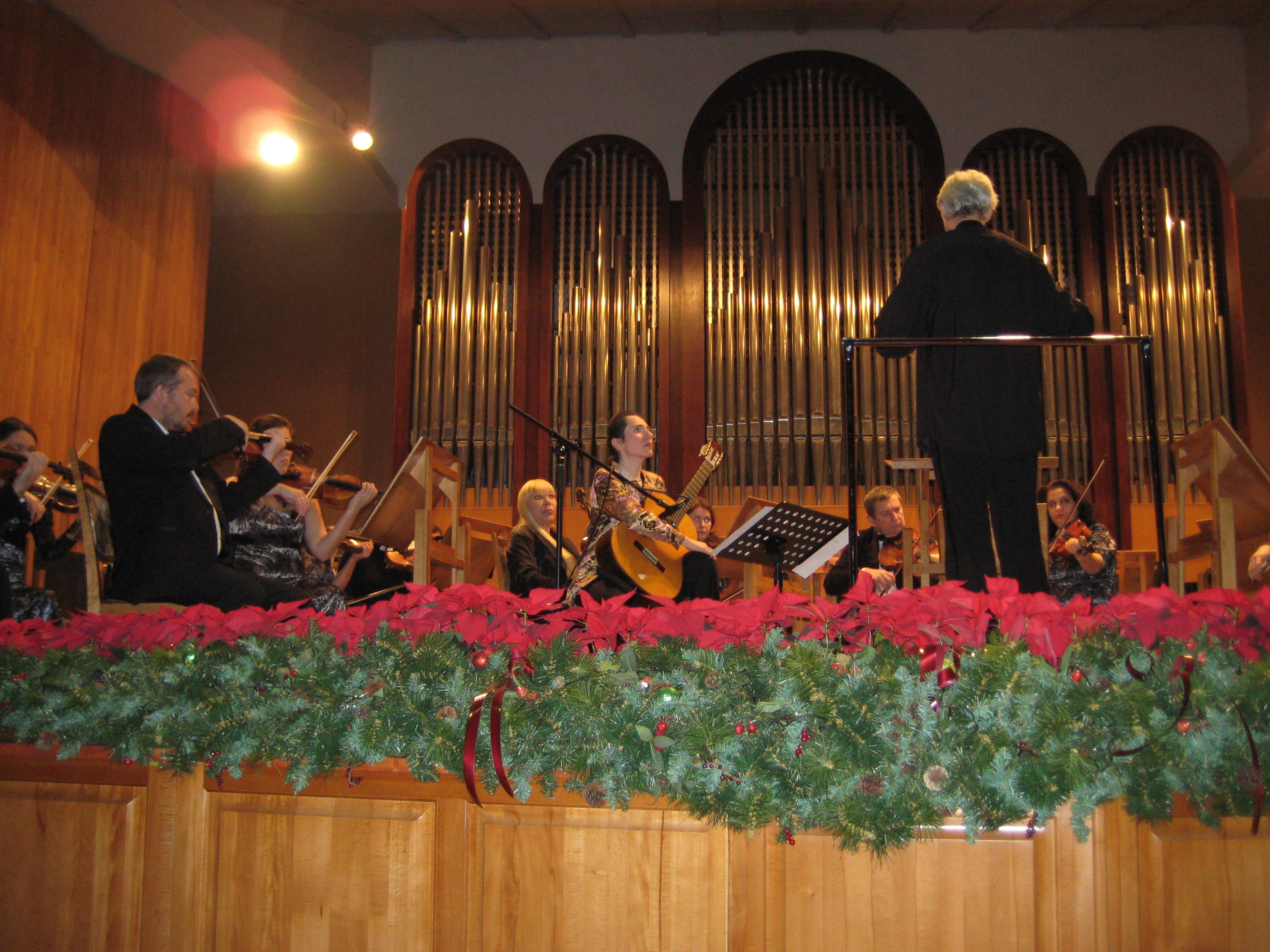
L'Orchestra Sinfonica di Soči sotto la direzione di Oleg Soldatov con la chitarrista austriaca Johanna Beisteiner durante un concerto nella sala per organo e musica da camera a Soči (13-12-2013)

Soči ha una ricca vita culturale. Alcune delle principali attrazioni sono:
- teatro d'inverno;
- teatro d'estate;
- sala per organo e musica da camera;
- basilica di San Michele Arcangelo;
- Arboretum;
- biblioteca Puskin[16]

Musei
Museo d'arte
Museo meccanico "Leonardo da Vinci"
Museo dell'Urss
Museo storico
Museo etnografico
Museo archeologico
Casa museo Koshman
Museo letterario Ostrovskiy
Museo della scienza
Casa museo Barsova
Museo delle auto d'epoca
Museo dello sport
Museo della cultura
Museo di anatomia
Casa museo Stalin
Orto Botanico

## Infrastrutture e trasporti

### Aeroporti
La città è servita dall'Aeroporto di Soči-Adler, aperto nel 1945 e settimo aeroporto della Russia. Il complesso è stato allora aperto per la necessità di trasporto delle persone nelle località turistiche del Mar Nero.
Nel 2017 il numero annui di passeggeri ha raggiunto i 5 700 000.

### Ferrovie
Soči effettua i propri trasporti ferroviari con sette stazioni ferroviarie centrali e più stazioni ferroviarie secondarie:
- Stazione Soči
- Stazione Adler
- Stazione Lazarevskaya
- Stazione Khosta
- Stazione Imeretinsky Kurort
- Stazione Roza Khutor
- Stazione Loo

### Marittimo
La città ha due porti marittimi:
- porto Imeretinskij;
- porto commerciale di Soči.

## Sport

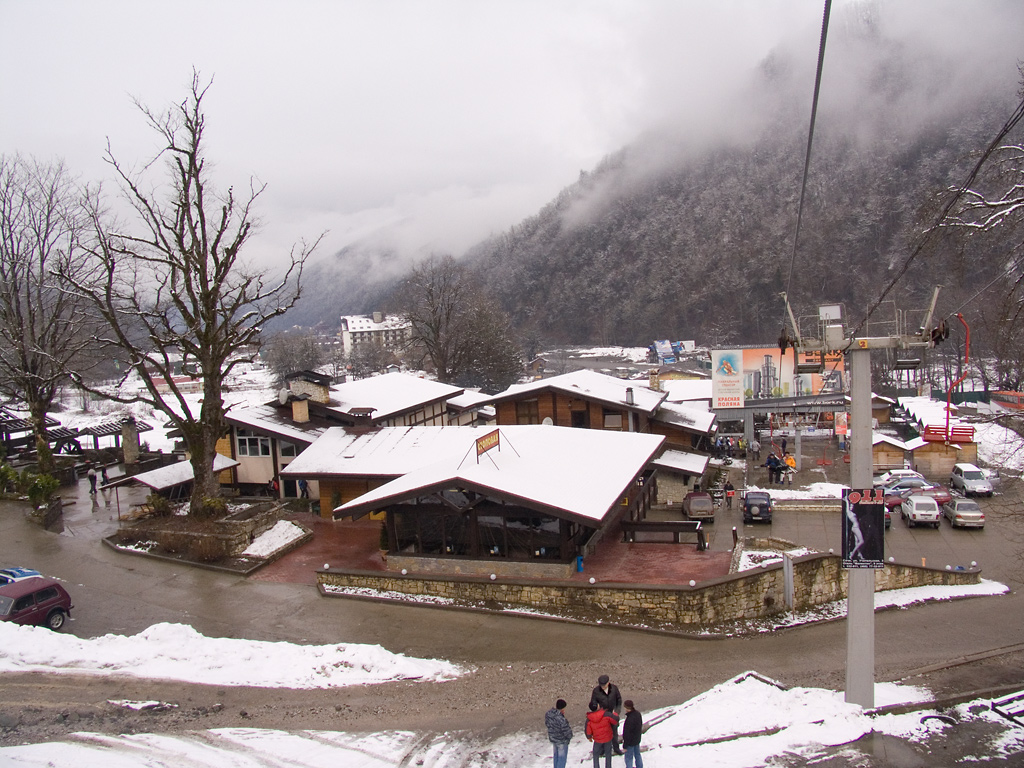
Vista dell'impianto sciistico Krasnaja Poljana

Soči è stata selezionata per ospitare i XXII Giochi olimpici invernali, le cui gare si sono concentrate nel parco olimpico e nella stazione sciistica di Krasnaja Poljana.
Attorno al parco olimpico è stato costruito un circuito automobilistico, che ha ospitato tra il 2014 e il 2021 il Gran Premio di Russia di Formula 1.
Il suo stadio di calcio ha ospitato alcune partite della Confederations Cup 2017 e del Campionato mondiale di calcio 2018.
Fk Sochi, milita nella Premer Liga il massimo campionato calcistico russo.

## Amministrazione

### Gemellaggi
Soči è gemellata con le seguenti città:
| - Cheltenham, dal 1959 - Mentone, dal 1966 - Rimini, dal 1977 - Espoo, dal 1989 - Long Beach, dal 1990 - Kerč', dal 2005 | - Trebisonda, dal 1991 - Pärnu, dal 1994 - Weihai, dal 1996 - Sidone, dal 2005 - Las Piñas, dal 2005 - Volos, dal 2007 |

## Galleria d'immagini

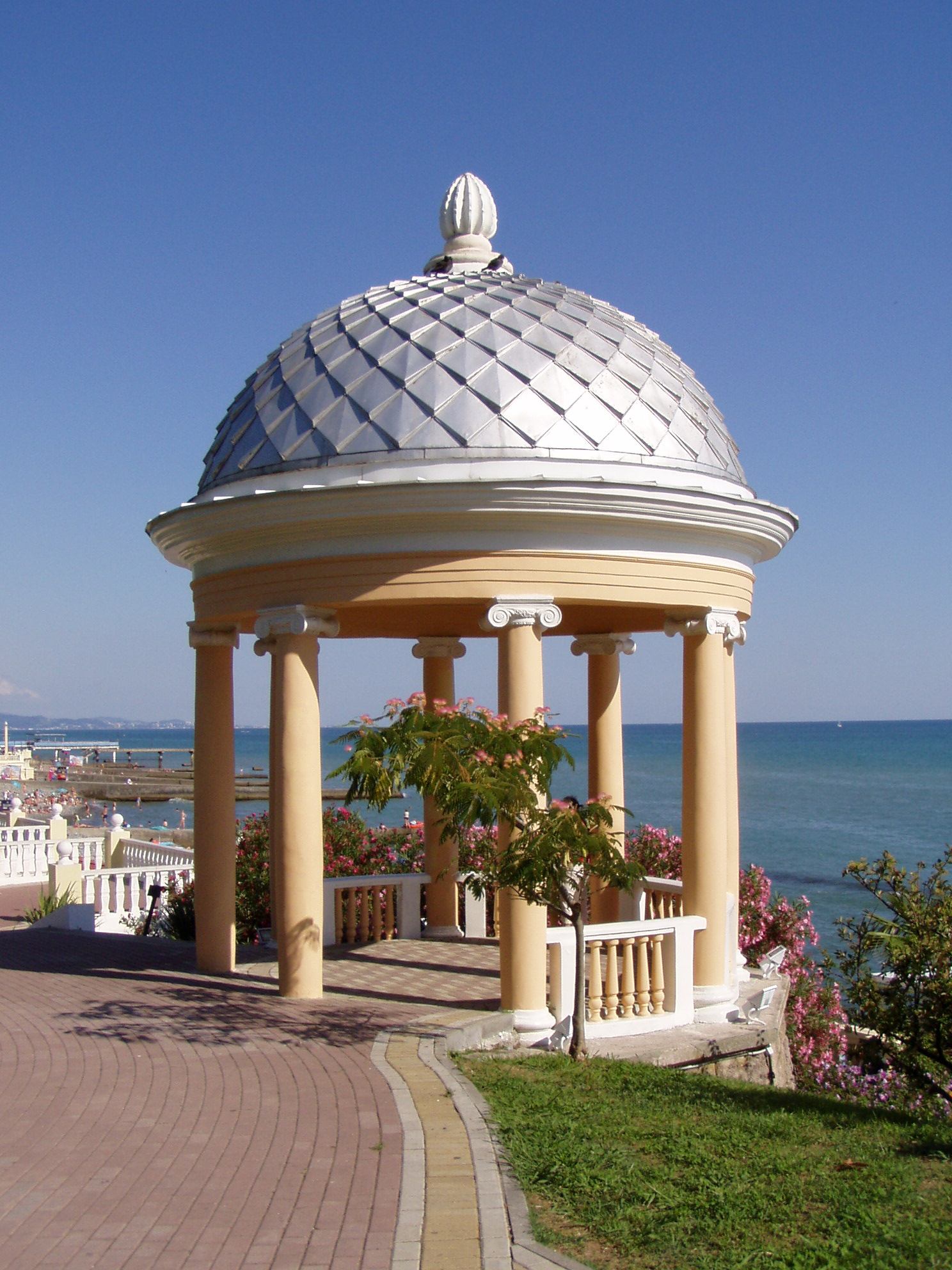
Spiaggia
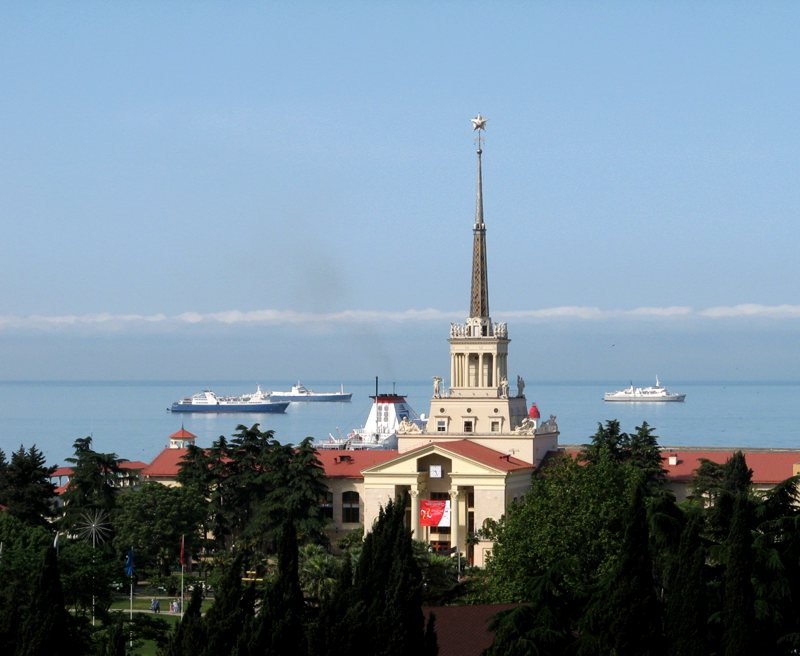
Porto di Soči
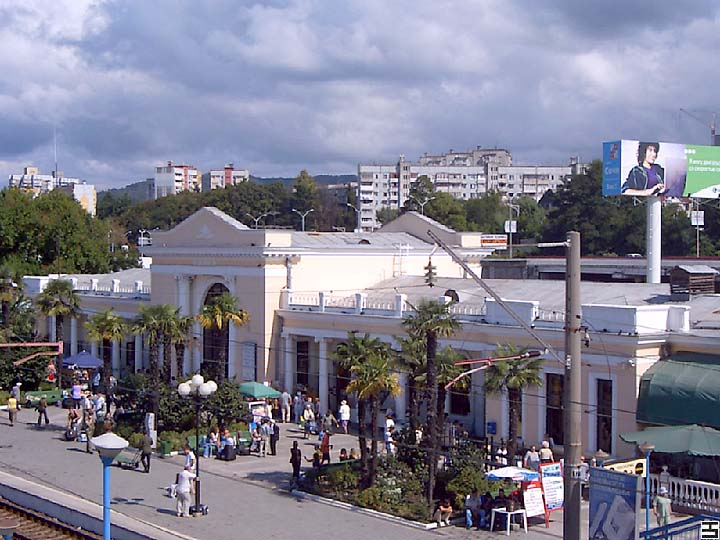
Stazione di Adler
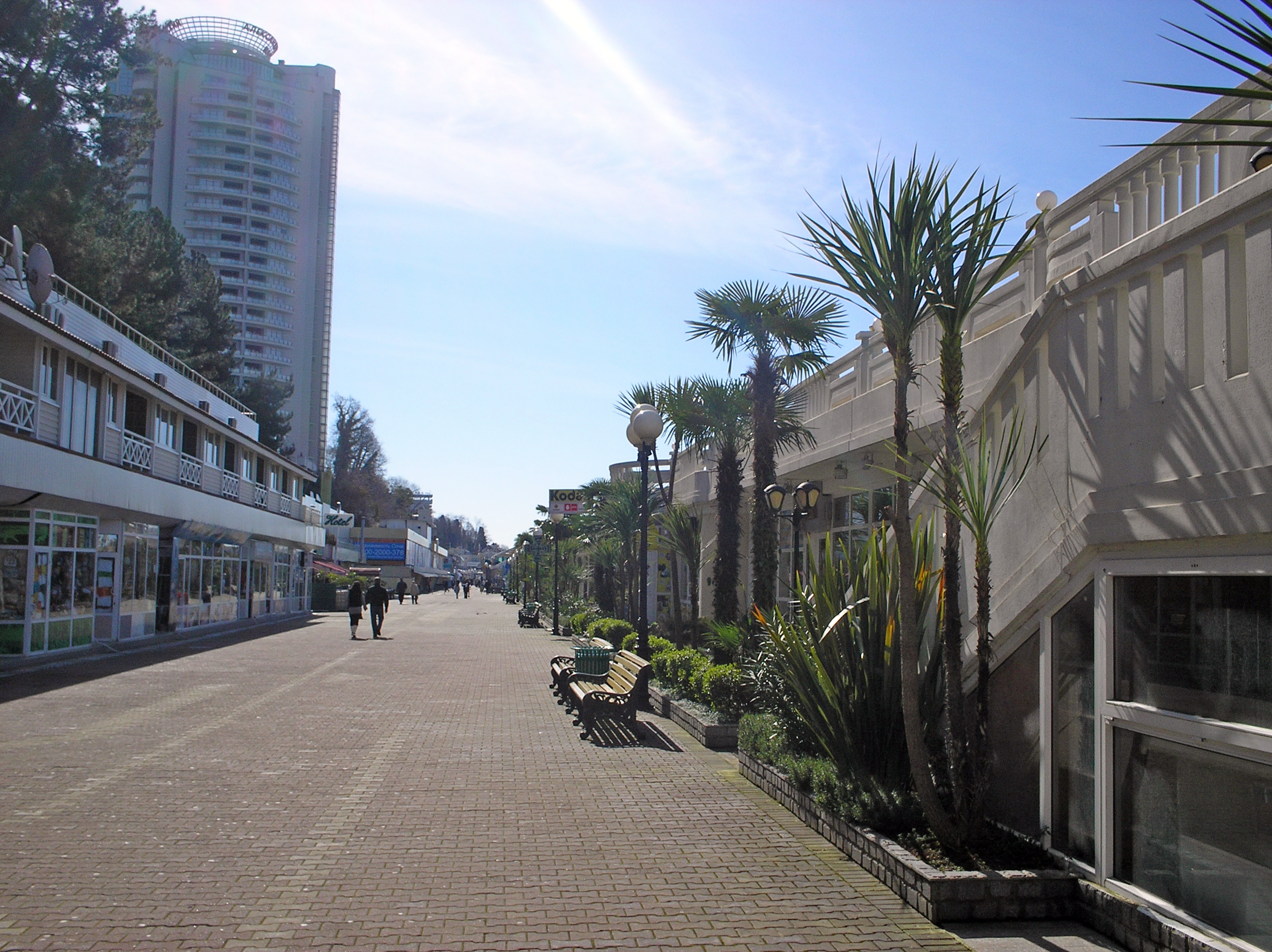
Centro cittadino